# Шънджън Оупън
Шънджън Оупън (на английски: Shenzhen Open) е професионален турнир по тенис за мъже от серия ATP 250, провеждан в Шънджън, Китай. Играе се на открити твърди кортове на тенис център Шънджън Лонгганг, който разполага с 32 открити и закрити кортове и стадион с 4000 места.

## История
В края на 2013 година е обявено, че Шънджън е спечелил франчайза на Тайланд Оупън и провежда своя встъпителен ATP турнир през септември 2014 г.

## Шампиони

### Сингъл
| Година | Шампион          | Финалист              | Резултат                      |
| ------ | ---------------- | --------------------- | ----------------------------- |
| 2018   | Йошихито Нишиока | Пиер-Юг Ербер         | 7 – 5, 2 – 6, 6 – 4           |
| 2017   | Давид Гофен      | Александър Долгополов | 6 – 4, 6 – 7(5–7), 6 – 3      |
| 2016   | Томаш Бердих     | Ришар Гаске           | 7 – 6(7–5), 6 – 7(2–7), 6 – 3 |
| 2015   | Томаш Бердих     | Гилермо Гарсия Лопес  | 6 – 3, 7 – 6(9–7)             |
| 2014   | Анди Мъри        | Томи Робредо          | 5 – 7, 7 – 6(11–9), 6 – 1     |